# Drew Fudenberg
Drew Fudenberg (né le 2 mars 1957 à New York) est un professeur d'économie au MIT. Ses recherches couvrent de nombreux aspects de la théorie des jeux, notamment la théorie de l'équilibre, l'apprentissage dans les jeux, la théorie des jeux évolutifs et de nombreuses applications dans d'autres domaines. Il est également l'un des premiers à appliquer l'analyse théorique des jeux dans l'organisation industrielle, la théorie de la négociation et la théorie des contrats. Il est également l'auteur d'articles sur les jeux répétés, les effets de réputation et l'économie comportementale.

## Biographie
Drew Fudenberg obtient son Bachelor of Arts en mathématiques appliquées à l'Université Harvard en 1978, date à laquelle il a obtenu son doctorat en économie au MIT. Après avoir terminé son doctorat en trois ans, il prend un poste de professeur assistant à l'Université de Californie à Berkeley en 1981. À Berkeley, il est titularisé à l'âge de 28 ans. En 1987, il change d'emploi et prend un poste de professeur au MIT. En 1993, il accepte un poste de professeur au département d'économie de l'Université Harvard. Il revient au MIT en tant que professeur d'économie Paul A. Samuelson à partir de 2016.
Drew Fudenberg est rédacteur en chef adjoint du Journal of Economic Theory de 1984 à 1996 ; du Quarterly Journal of Economics de 1984 à 1989 ; de la revue économétrie de 1985 à 1996 ; de Games and Economic Behavior de 1988 à 1993, et rédacteur étranger de la Review of Economic Studies de 1993 à 1996. Il a également été le rédacteur principal d'Econometrica de 1996 à 2000.
Il est l'auteur d'un certain nombre de livres sur la théorie des jeux, dont Game Theory avec Jean Tirole, une référence pour les étudiants diplômés en économie; Modèles dynamiques d'oligopoles, également avec Jean Tirole ; et Théorie de l'apprentissage dans les jeux avec David K. Levine.
Il reçoit la bourse Guggenheim en 1990 et devient membre de l'Académie américaine des arts et des sciences en 1998.
Il est le fils de l'immunologiste et militant anti-vaccination Hugh Fudenberg.

## Ouvrages
- Théorie des jeux, co-auteur avec Jean Tirole
- Dynamic Models of Oligopoly coauteur avec Jean Tirole
- A Long-Run Collaboration on Long-Run Games, co-auteur avec David K. Levine
- Théorie de l'apprentissage dans les jeux, co-auteur avec David K. Levine